# Bruno Visentini
Bruno Visentini (1. srpna 1914 Treviso – 13. února 1995 Řím), byl italský podnikatel a politik.
Vystudoval práva a věnoval se advokacii. Nejprve byl členem Strany akce (Partito d'Azione), kterou v roce 1942 spoluzakládal. Později přestoupil do Italské republikánské strany, kde byl s Ugem La Malfou jednou z nejvýraznějších osobností. Byl žákem Ezia Vanoniho a dvakrát byl ministrem financí.
Obnovil administrativní strukturu ministerstva a důkladně zreformoval daňový systém. Prosadil úpravu zákonů ohledně akciových společností, zavedl povinnost vydávání účtenek v obchodech a zasadil se o zavedení antimonopolních zákonů.